# Rusko-turška vojna (1568–1570)
Rusko-turška vojna je bila vojna med Ruskim carstvom in Osmanskim cesarstvom med letoma 1568 in 1570.
Leta 1556 je car Ivan Grozni zavzel mesto Astrahan in kanat. Turški veliki vezir Mehmed Paša Sokolović je leta 1568 tako izdelal načrt, da bo gradil prekop za povezavo rek Dona in Volge, s katerim bo lahko oskrboval turške enote ob črnomorskim primorjem.
Leta 1569 je Kasim paša usmerjal veliko turško vojsko proti Astrahanu (petnajst tisoč janičarjev, dvatisoč spahijev, več tisoč akindžij in azabov ter nekaj topov). Pri Azovu (danes Rostovska oblast, Rusija) je veliko število turških delavcev začelo graditi prekop. Dela so nadzorovale tatarske sile (petdeset tisoč jezdecev), osmansko ladjevje pa je oblegalo trdnjavo Azov v ustju Dona v Azovsko morje.
Kasim paša je od leta 1569 do 1570 oblegal Astrahan. Branilci Astrahana so z izpadom iz mesta odbili oblegovalce, potem pa jim je prišla na pomoč ruska vojska s 15.000 vojaki na čelu s knezom Šerebjanovom. Rusi so napadli in razgnali delavce na prekopu in tatarsko vojsko, ki jih je branila, za nameček pa je bilo zatem v viharju uničeno še osmansko ladjevje.
Car Ivan ni hotel vojne z Osmani in je v Istanbulu prek ambasadorja sklenil mir, ki ni dolgo trajal. Tatarski Turki so ponovno napadli Rusijo in leta 1571 zažgali Moskvo.

## Vira
- Attila Weiszhár, Balázs Weiszhár. Lexicon of Wars. Atheneaum publisher, Budapest 2004.
- Finkel, Caroline. Osman's Dream. Basic Books, 2005)  57.